# Asón (Soba)
Asón es una localidad española del municipio de Soba, perteneciente a la comunidad autónoma de Cantabria.

## Geografía
La localidad está a 300 m s. n. m. y se sitúa a 8,3 kilómetros de la capital municipal, Veguilla.

## Historia
Hacia mediados del siglo XIX, el lugar, ya por entonces perteneciente a Soba, tenía contabilizada una población de 77 habitantes. Aparece descrito en el tercer volumen del Diccionario geográfico-estadístico-histórico de España y sus posesiones de Ultramar de Pascual Madoz con las siguientes palabras:

ASON: l. en la prov. y dióc. de Santander, part. jud. de Ramales; es uno de los 27 pueblos que constituyen el valle y ayunt. de Soba, y dependiente en lo espiritual de la felig. de San Martin (V.): sit. en lo profundo de 1 barranco formado por las rocas que quedan á la márg. izq. del r. de su nombre, el cual desciende al valle por una hermosísima cascada. Tiene 1 alc. p. y 1 ermita dedicada á San Antonio, servida por el capellan que vive en 1 casa inmediata á la misma. Su térm. especial confina por el N. con el del barrio de Ason, perteneciente al l. de Arredondo; por el S. y E. con el comunero del valle, y por O. con las rocas espresadas: pobl. 15 vec. 77 alm.: contr. con el ayuntamiento.
(Madoz, 1846, p. 42)

En 2023, la entidad singular de población tenía empadronados quince habitantes y el núcleo de población, también quince.